# Mauricio Pochettino
Mauricio Roberto Pochettino Trossero (Murphy, 2 de março de 1972) é um treinador e ex-futebolista argentino que atuava como zagueiro. Atualmente comanda a Seleção dos Estados Unidos.
Como jogador, foi um grande zagueiro. Iniciou a sua carreira no Newell's Old Boys e depois foi para a Espanha, onde passaria dez anos (somando as duas passagens) no Espanyol. Pela equipe catalã, disputou 299 jogos, marcou 14 golos, conquistou dois troféus da Copa do Rei e tornou-se ídolo. Ele também jogou na França por dois clubes: Paris Saint-Germain e Bordeaux.

## Carreira como jogador

#### Newell's Old Boys
Pochettino nasceu em Murphy, Santa Fé, e possui descendência italiana. Filho de um trabalhador rural, apaixonou-se pelo futebol ao assistir com seu pai, Héctor, a Copa do Mundo FIFA de 1978. Aos 14 anos, depois de ser procurado por Marcelo Bielsa em 1987, ele foi para o Newell's Old Boys e fez sua estreia no Campeonato Argentino em 1988.
Durante cinco anos no Newell's, Pochettino ganhou o Campeonato Argentino de 1990–91 e o Clausura de 1992. Nesse período, Bielsa acabou se tornando o técnico do Newell's, e seus métodos e sua filosofia de treinamento teriam um impacto significativo no jovem Pocchetino. A equipe chegou à final da Libertadores de 1992, onde, na semifinal, Pocchetino havia marcado um importante gol contra o América de Cali.

#### Espanyol
Aos 22 anos, Pochettino transferiu-se para o Espanyol para a temporada 1994–95, como parte da entrada de jogadores que acompanham os catalães no seu retorno a La Liga. Ele logo se firmou como titular durante seus seis anos e meio no clube, ajudando a conquista da Copa do Rei em 2000. Ficou conhecido como um zagueiro firme e durão, de poucas palavras.

#### PSG, Bordeaux e retorno ao Espanyol
No final de janeiro de 2001, Pochettino assinou pelo Paris Saint-Germain. Foi também titular durante a sua passagem e depois transferiu-se para o Bordeaux, da Ligue 1, para a temporada de 2003–04. No entanto, ele retornou ao Espanyol, inicialmente emprestado antes de se transferir em definitivo. Jogou por mais duas temporadas e meia antes de encerrar sua carreira aos 34 anos de idade.

## Seleção Nacional
Pochettino integrou a Seleção Argentina na Copa América de 1999,[carece de fontes?] jogou a Copa do Mundo FIFA de 2002 e ficou conhecido pelo pênalti cometido em Michael Owen, que resultaria no gol de David Beckham. A Inglaterra venceu o jogo por 1 a 0 e a Argentina viria a ser eliminada na fase de grupos.

## Carreira como treinador

### Espanyol
Iniciou sua carreira como técnico no Espanyol, obtendo destaque no futebol espanhol e comandando os Alviazuis por quatro temporadas e meia.

### Southampton
No futebol inglês, foi anunciado como novo treinador do Southampton no dia 18 de janeiro de 2013. Permaneceu no durante duas temporadas.

### Tottenham
Em 27 de maio de 2014, assumiu o comando do Tottenham. Encontrou o time desacreditado após a saída do craque Gareth Bale, mas elevou o patamar da equipe na Premier League a ponto de competir acirradamente com os gigantes Arsenal, Chelsea, Liverpool, Manchester City e Manchester United. Comandou o clube por seis temporadas e foi demitido no dia 19 de novembro de 2019.
Na temporada 2018–19, levou o time até a final da Liga dos Campeões e enfrentou o Liverpool, na qual sua equipe perdeu por 2 a 0. Em 19 de novembro de 2019, após mais de cinco anos no comando do Tottenham, Pochettino foi demitido.

### Paris Saint-Germain
Em 2 de janeiro de 2021, Pochettino foi anunciado como novo treinador do Paris Saint-Germain.
Na primeira temporada de Pochettino no PSG, foi criticado por perder o título do campeonato francês para o Lille e pelo seu estilo de jogo, mas conseguiu levar o clube de Paris para as semifinais da Liga dos campeões, sendo eliminado pelo Manchester City.
Na sua segunda e última temporada no clube francês, foi novamente criticado pela imprensa e pela torcida pelo seu estilo de jogo, pelas suas substituições e por ser eliminado nas oitavas de final da Liga dos Campeões, sofrendo uma virada histórica do Real Madrid com 3 gols de Karim Benzema. Foi campeão do campeonato francês no final da temporada, mas não permaneceu no clube e foi demitido.

### Chelsea
Foi anunciado pelo Chelsea no dia 29 de maio de 2023, com contrato de dois anos, com opção de mais um ano.
No dia 21 de maio de 2024, o clube de Londres anunciou a saída de Pochettino após uma temporada. De acordo com comunicado do time inglês, clube e treinador entraram em consenso e resolveram terminar a parceria em comum acordo.

### Estados Unidos
No dia 10 de setembro de 2024, foi anunciado como o novo técnico da Seleção Norte-Americana, substituindo Gregg Berhalter, demitido após a Copa América.

##### Jogos pela Seleção Norte-Americana
Legenda:      Vitórias —      Empates —      Derrotas
|      | Data           | Competição      | Local           | Placar      | Adversário        | Ref.   |      |
| 2024 | 2024           | 2024            | 2024            | 2024        | 2024              | 2024   | 2024 |
| ---- | -------------- | --------------- | --------------- | ----------- | ----------------- | ------ | ---- |
| 1    | 12 de outubro  | Amistoso        | Austin          | 2 – 0       | Panamá            | [ 13 ] |      |
| 2    | 15 de outubro  | Amistoso        | Zapopan         | 0 – 2       | México            | [ 14 ] |      |
| 3    | 14 de novembro | Liga das Nações | Kingston        | 1 – 0       | Jamaica           | [ 15 ] |      |
| 4    | 18 de novembro | Liga das Nações | St. Louis       | 4 – 2       | Jamaica           | [ 16 ] |      |
| 2025 |                |                 |                 |             |                   |        |      |
| 5    | 18 de janeiro  | Amistoso        | Fort Lauderdale | 3 – 1       | Venezuela         | [ 17 ] |      |
| 6    | 22 de janeiro  | Amistoso        | Orlando         | 3 – 0       | Costa Rica        | [ 18 ] |      |
| 7    | 20 de março    | Liga das Nações | Inglewood       | 0 – 1       | Panamá            | [ 19 ] |      |
| 8    | 23 de março    | Liga das Nações | Inglewood       | 1 – 2       | Canadá            | [ 20 ] |      |
| 9    | 7 de junho     | Amistoso        | East Hartford   | 1 – 2       | Turquia           | [ 21 ] |      |
| 10   | 10 de junho    | Amistoso        | Nashville       | 0 – 4       | Suíça             | [ 22 ] |      |
| 11   | 15 de junho    | Copa Ouro       | San José        | 5 – 0       | Trinidad e Tobago | [ 23 ] |      |
| 12   | 19 de junho    | Copa Ouro       | Austin          | 1 – 0       | Arábia Saudita    | [ 24 ] |      |
| 13   | 22 de junho    | Copa Ouro       | Arlington       | 2 – 1       | Haiti             | [ 25 ] |      |
| 14   | 29 de junho    | Copa Ouro       | Minneapolis     | 2 – 2 (4-3) | Costa Rica        | [ 26 ] |      |
| 15   | 2 de julho     | Copa Ouro       | St. Louis       | 2 – 1       | Guatemala         | [ 27 ] |      |
| 16   | 6 de julho     | Copa Ouro       | Houston         | 1 – 2       | México            | [ 28 ] |      |
| 17   | 6 de setembro  | Amistoso        | Harrison        | –           | Coreia do Sul     |        |      |
| 18   | 9 de setembro  | Amistoso        | Columbus        | –           | Japão             |        |      |

## Estatísticas como treinador
Atualizadas até 8 de julho de 2025.
| Clube               | Jogos | Vitórias | Empates | Derrotas | Aproveitamento |
| ------------------- | ----- | -------- | ------- | -------- | -------------- |
| Espanyol            | 161   | 53       | 38      | 70       | 40.79%         |
| Southampton         | 60    | 23       | 18      | 19       | 48.33%         |
| Tottenham           | 293   | 160      | 60      | 73       | 61.43%         |
| Paris Saint-Germain | 84    | 56       | 13      | 15       | 71.83%         |
| Chelsea             | 51    | 26       | 11      | 14       | 58.17%         |
| Estados Unidos      | 16    | 9        | 1       | 6        | 62.22%         |

## Títulos

### Como jogador
Newell's Old Boys
- Campeonato Argentino: 1990–91 e 1992 (Clausura)

Espanyol
- Copa do Rei: 1999–00 e 2005–06

Paris Saint-Germain
- Copa Intertoto da UEFA:  2001

### Como treinador
Paris Saint-Germain
- Supercopa da França: 2020
- Copa da França: 2020–21
- Campeonato Francês: 2021–22